# 安杰洛·比纳斯基
安杰洛·比纳斯基（義大利語：Angelo Binaschi，1889年1月15日—1973年3月15日），意大利男子足球运动员，司职后卫。他曾代表意大利国奥队参加1912年夏季奥林匹克运动会足球比赛，获得第九名。